# Eremohadena immunda
Eremohadena immunda is een vlinder uit de familie uilen (Noctuidae). De wetenschappelijke naam is voor het eerst geldig gepubliceerd in 1842 door Eversmann.
De soort komt voor in Europa.